# Google Fit
Google Fit — статистична платформа для відстеження фітнесу та змін здоров'я, розроблена Google для Android. Це набір API-інтерфейсів, що збирає відомості з різних додатків і пристроїв. Додаток використовує датчики руху в девайсі або мобільному пристрої, щоб отримати дані про фізичну діяльність (наприклад, про біг або їзду на велосипеді). Партнерами є Nike, HTC, LG, Motorola, Runkeeper та інші. Користувачі можуть вибирати, хто побачить дані про їхню активність, а також видалити їх у будь-який час.
Google Fit був представлений публіці на конференції Google I/O 25 червня 2014 року, незабаром після релізу HealthKit компанією Apple під керуванням iOS 8 для користувачів iPhone — девайсу, який можна вважати прямим конкурентом. Google Fit став доступний громадськості 28 жовтня 2014 року, його можуть завантажити всі користувачі Android версії 4.0 або вище.

## Подальше читання
1. Ben Gilbert. Google Fit is Android's answer to exercise and health tracking. Engadget. Архів оригіналу за 10 лютого 2019. Процитовано 26 листопада 2016.
2. Samantha Murphy Kelly. Google Fit Is Android's New Health and Fitness Tracking Service. Mashable. Архів оригіналу за 1 листопада 2020. Процитовано 26 листопада 2016.
3. Ashley Feinberg. Google Wants to Keep Track of Your Vitals with Google Fit. Gizmodo. Архів оригіналу за 13 січня 2021. Процитовано 26 листопада 2016.
4. Alexia Tsotsis. Google Fit Warms Up. TechCrunch. Архів оригіналу за 30 листопада 2020. Процитовано 26 листопада 2016.
5. Platform Overview. Google. Архів оригіналу за 12 листопада 2020. Процитовано 23 листопада 2014.
6. Google Play application page. Google. Архів оригіналу за 4 вересня 2019. Процитовано 26 листопада 2016.